# السماء والأرض (فلم)
السماء والأرض (بالإنجليزية: Heaven & Earth) هو فلم دراما حربي تم إنتاجه في فرنسا والولايات المتحدة، وصدر سنة 1993، من بطولة هيب ثي لو وتومي لي جونز وهو الجزء الثالث والأخير من ثلاثية أوليفر ستون حول حرب فيتنام.

## القصة
يعتمد الفلم على قصة حقيقية لفتاة قروية في فيتنام، ويروي الفلم معاناتها الكبيرة أثناء حرب فيتنام وبعدها. تضطر الفتاة لاحقًا للعمل بالبغاء، وتقابل جندي البحرية الأميركي (ستيف باتلر) الذي يعرض عليها الزواج ويصطحبها عائدًا إلى الولايات المتحدة. يعاني الزوجان من مشكلة التأقلم على نمط الحياة الأميركية في فترة السبيعينيات.

## الميزانية والإيرادات
كلف الفلم ميزانية تقدر بـ 33 مليون دولار أمريكي، وحقق أرباح تقدر بـ 5.9 مليون دولار أمريكي.

## روابط خارجية
- الجنة والأرض على موقع IMDb (الإنجليزية)
- الجنة والأرض على موقع الموسوعة البريطانية (الإنجليزية)
- الجنة والأرض على موقع روتن توميتوز (الإنجليزية)
- الجنة والأرض على موقع نتفليكس (الإنجليزية)
- الجنة والأرض على موقع قاعدة بيانات الأفلام العربية
- الجنة والأرض على موقع ألو سيني (الفرنسية)
- الجنة والأرض على موقع Turner Classic Movies (الإنجليزية)
- الجنة والأرض على موقع أول موفي (الإنجليزية)
- الجنة والأرض على موقع بوكس أوفيس موجو (الإنجليزية)
- الجنة والأرض على موقع فيلمافينيتي (الإسبانية)